# Trasibul d'Atenes
Trasibul d'Atenes (en llatí Thrasybulus, en grec antic Θρασύβουλος) que va viure entre els segles v i iv aC, fou un militar atenenc de la demos de Steiria, fill de Licos.
Era un fidel partidari del partit demòcrata i amic d'Alcibíades. Se'l menciona el 411 aC quan era comandant d'una galera de la flota atenenca a Samos i va prendre part en la supressió de la revolució oligàrquica a l'illa, segons diu Tucídides. Quan es va assabentar de l'establiment del govern dels Quatre-cents a Atenes es va posar junt amb Tràsil al capdavant dels que s'hi volien oposar i mantenir la democràcia, continuant la guerra contra Esparta.
En una assemblea de la flota els generals sospitosos d'afavorir l'oligarquia van ser deposats i se'n van nomenar d'altres favorables a la democràcia entre els quals hi havia Trasibul. Es va aprovar un decret, redactat per influència de Trasibul, pel qual es perdonava Alcibíades i se'l cridava a exercir el poder. Trasibul va anar a la cort del sàtrapa Tisafernes a buscar-lo. Després va anar amb cinc galeres a l'Hel·lespont on va conèixer les notícies de la revolta d'Eresos a Lesbos. Llavors junt amb Tràsil va lliurar la batalla de Cinossema en la que va dirigir l'ala dreta i on els demòcrates atenencs van obtenir la victòria.
Just abans de la batalla de Cízic es va unir a Alcibíades amb 20 galeres i va enviar una expedició a Tassos i altres llocs per recaptar diners, segons Xenofont. Després, amb una flota de 30 vaixells el van enviar a la costa de Tràcia on va sotmetre algunes de les ciutats revoltades; al mateix temps el van elegir altre cop general junt amb Alcibíades. Estava fortificant Focea quan va rebre la visita d'Alcibíades que havia deixat la seva flota a Nòtion.
Després de la desgraciada batalla de Nòtion, Alcibíades el va arrossegar en la seva desgràcia i va ser substituït en el comandament, però va continuar servint a la flota. Era un dels comandaments subordinats a la batalla de les Arginuses, on va rebre l'encàrrec de recollir els nàufrags..
Quan es va establir el govern dels Trenta tirans va ser desterrat i va viure a l'exili a Tebes. Ajudat pel govern d'aquesta ciutat amb soldats i diners, va reunir una banda i es va apoderar de la fortalesa de File (Phyle), on se li van unir alguns partidaris. Va rebutjar un atac oligàrquic a la fortalesa. Quatre dies després va baixar amb un exèrcit d'uns mil homes i va anar al Pireu on va ocupar una forta posició al turó de Muníquia, on se li va unir una bona part de la població del Pireu. Les forces enviades pels tirans de forma immediata van ser rebutjades, sense grans pèrdues per cap dels bàndols.
Llavors es va establir el govern dels deu, però no van poder impedir la consolidació de Trasibul i el seu partit que van començar a fer incursions. Els oligarques van decretar el bloqueig del Pireu, ja que no van aconseguir cap acord i van recórrer als espartans demanant ajuda. Van enviar al general Pausànies d'Esparta amb el que després d'un llarg combat on les forces de Trasibul van ser gairebé derrotades, van signar un acord, i van enviar diputats a Esparta per defensar la seva causa. El resultat va ser una reconciliació general i una amnistia i els exiliats van entrar a Atenes en triomf i van fer un sacrifici a l'acròpoli. Una mica després els oligarques, exiliats a Eleusis, que es preparaven per renovar la guerra, van ser també amnistiats, probablement a proposta de Trasibul.
L'any 395 aC va imposar un decret d'aliança amb Tebes que estava amenaçada per Esparta i va enviar un exèrcit en ajut dels tebans, segons diuen Pausànias i Xenofont.
El 390 aC va ser enviat amb 40 vaixells en ajut del partit democràtic de Rodes contra Telèuties, però en arribar va considerar que el demòcrates rodis no necessitaven el seu ajut i se'n va anar a Tràcia, on va reconciliar als reis odrisis Seutes II i Amadoc i els va convèncer d'establir una aliança amb Atenes. Seutes li va oferir la mà de la seva filla. Llavors va anar a Bizanci on amb l'ajut d'Arquebi i Heràclides va establir al poder al partit democràtic aliat d'Atenes. També va portar a Calcedònia a l'aliança atenenca.
Llavors va anar a Lesbos on va reduir Metimna i alguna altra ciutat. Després va embarcar al sud i va ancorar al riu Eurimedon, prop d'Aspendos. A la nit els habitants d'aquesta ciutat van atacar el seu campament per sorpresa i el van matar a la seva tenda, segons Diodor de Sicília.
La seva tomba era a Atenes a la via que portava a l'Acadèmia, prop de les de Pèricles, Càbries i Formió.